# Wyciąg saniowy
Wyciąg saniowy – dawny rodzaj kolei linowej wykorzystywanej w górach. Transport turystów odbywał się na saniach po śniegu, z wykorzystaniem liny i napędu elektrycznego. Charakteryzował się małą przepustowością, funkcjonowaniem wyłącznie w sezonie zimowym oraz możliwością zastosowania tylko na równo opadających stokach. Został wyparty przez inne typy wyciągów narciarskich.

## Historia
Pierwszy wyciąg saniowy powstał w 1924, w Szwajcarii, w Crans-Montana. 
W Polsce 20 grudnia 1938 r, otwarto 16-osobowy wyciąg saniowy z Kotła Gąsienicowego na Kasprowy Wierch. Miał 300 m długości i pokonywał 125 m różnicy wzniesień, przy dochodzącym do 70 stopni nachyleniu stoku. Obecnie na tym miejscu funkcjonuje od 1962 kolej krzesełkowa „Hala Gąsienicowa”. Drugi wyciąg otwarto w Sławsku – w województwie stanisławowskim, powiecie stryjskim.
Po II wojnie światowej planowano budowę wyciągu saniowego z Karpacza na Kopę w Karkonoszach. Prace koncepcyjne w tym zakresie rozpoczęły się już w 1945. Pomimo poczynionych nakładów, planowanej inwestycji nie ukończono. W latach 1958–1959, na tej samej trasie co planowany wyciąg saniowy, zbudowana została całoroczna kolej krzesełkowa „Kopa”.